# Graphidaceae
Famille
Les Graphidaceae sont une famille de champignons ascomycètes. Il s'agit de lichens corticoles au thalle encroûtant le plus souvent immergé dans le substrat, et associés à des algues vertes de la famille des Trentepohliaceae. Les organes de reproduction sexuée sont des apothécies dont le disque est généralement de forme allongée (lirelle), simple ou ramifiée, rappelant des signes d'écriture ancien, d'où le nom de Graphis. La famille comporte plus de 600 espèces valides, majoritairement tropicales, dont plus de 300 dans le seul genre Graphis et 150 pour Phaeographis.

## Liste des genres
Une étude de 2008 montre que, prises séparément, les familles des Graphidaceae et des Thelotremataceae (environ 1100 espèces) ne sont pas monophylétiques ; la monophylie n'étant respectée que lorsqu'elles sont rassemblées, il est suggéré que ces deux noms soient mis en synonymie sous l'appellation Graphidaceae. Il est donc probable que la liste des genres évolue fortement à court terme.
Selon Myconet, :
- Acanthothecis
- Anomalographis
- Anomomorpha
- Carbacanthographis
- Diorygma
- Dyplolabia
- Fissurina
- Glyphis

- Graphis
- Gymnographa
- Gymnographopsis
- Hemithecium
- Phaeographina
- Phaeographis

- Platygramme
- Platythecium
- Sarcographa
- Thalloloma
- Thecaria